# 韓幹
韓 幹（かん かん、706年頃 - 783年）は、盛唐時代の画家。王維に画才を見いだされ、資金援助を受けた。人物画・鞍馬画に長けていた。馬の画法に後世、大きな影響を与えた。

## 経歴
大梁の出身、京兆郡藍田県の出身と諸説ある。
もとは酒屋の出前であった。王維・王縉兄弟の酒代を徴収しに行き、待っている間に地面に人馬を描いた時に、画に長じていた王維に見いだされた。王維は年に銭2万を与え、十数年にわたって韓幹に絵を学ばせた。はじめは、曹覇に師事した。玄宗により、天宝年間に宮廷に召され、その命により、陳閎に師事し、馬を描いた。独自の画法を使ったことを玄宗に詰問され、「臣は自ずから師有り。陛下内厩の馬、皆な臣の師なり」と答えた。このため、玄宗に異才を認められた。宮廷において、玄宗や諸王の所有する名馬を相当描き、「古今独歩」であったと評されていた。また、馬の絵だけでなく、肖像画・人物画・鞍馬画にすぐれていた。官位は太府寺の丞（従六品上）まで至った。
安史の乱後、することがなくなっていた。この時、鬼の使いと称する人物の依頼により、馬の画を描いて焼いたところ、後日、鬼の使いがその馬に乗って礼をするのを見たという伝承が伝わっている。
杜甫は、その詩「丹青引」において、韓幹の馬の画を師の曹覇に劣るとしている。しかし、『歴代名画記』の筆者である晩唐の張彦遠はこのことに反論しており、同じく晩唐の『唐朝名画録』の筆者の朱景玄も第三位の「神品下」と高く評価している。
『酉陽雑俎』にも、韓幹の描いた馬が現実に現れて韓幹の前にあらわれたという話が残っている。

## 曹覇
三国時代の魏の皇帝である曹髦の子孫。開元年間に有名となり、天宝14載（755年）には、玄宗の詔に従い、御馬や功臣図を描いた。官位は左武衛大将軍にまで至った。
安史の乱以降は、蜀の地に逃れる。貧困から生計のため、道行く人を描いた。杜甫により、曹覇の馬の画を絶賛する詩が残っている。
『唐朝名画録』では評価の対象になっていない。